# 谢尔盖·米哈尔科夫
谢尔盖·弗拉基米罗维奇·米哈尔科夫（俄语：Серге́й Влади́мирович Михалко́в，1913年3月13日—2009年8月27日），苏联及俄罗斯作家、寓言家、儿童读物作者、诗人。曾获社会主义劳动英雄、列宁奖、三次斯大林奖金、苏联国家奖。谢尔盖·米哈尔科夫曾三次成为苏联国歌及俄罗斯国歌的词作者，跨越近60年。

## 生平

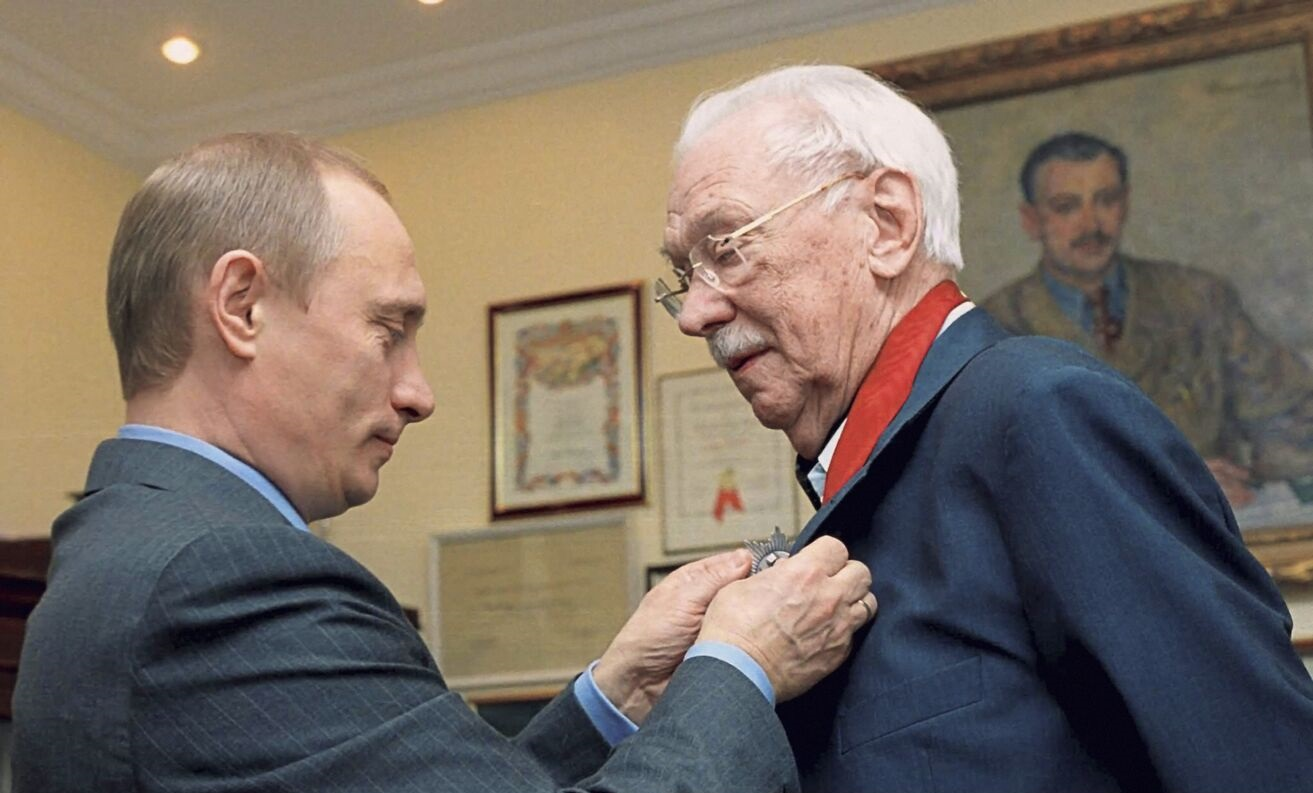
2003年3月13日普京授予米哈尔科夫二级祖国功勋勋章

谢尔盖·弗拉基米罗维奇·米哈尔科夫出生于俄罗斯显赫的米哈尔科夫家族。1930年代起，他着手于儿童诗歌创作，并受到读者欢迎。
1943年米哈尔科夫30岁时，他的作品引起了苏联领袖斯大林的注意，斯大林指派他参与新国歌歌词的创作，此时蘇聯已卷入二战，斯大林希望利用俄罗斯风格的国歌替换曾经的国歌《国际歌》。米哈尔科夫随即根据亚历山大·亚历山德罗夫的旋律创作了苏联国歌《牢不可破的联盟》的歌词。此国歌于1943年12月被批准，并于1944年1月1日被定为国歌。
1953年斯大林去世后，随着去斯大林化的推行，原歌词因提到斯大林而被停用，故苏联国歌很长一段时间不唱歌词。1970年米哈尔科夫创作了新歌词，但直到1977年5月27日才提交苏联最高苏维埃主席团审议。这一歌词去掉了与斯大林有关的内容，9月1日新歌词被通过，并于1977年10月写入苏联宪法。
1991年苏联解体后，苏联国歌亦不再使用。此时俄罗斯选用了新国歌《爱国歌》，但未颁定正式歌词 。2000年普京担任俄罗斯总统后，宣布恢复亚历山大·亚历山德罗夫创作的苏联国歌旋律作为国歌。此时米哈尔科夫为87岁，并已退休多年。他在普京恢复蘇聯国歌旋律后重新创作了新歌词，並且中選 。最終發表前，俄羅斯當局與米哈爾科夫合作修改了部分歌詞，并于2000年正式成为俄罗斯国歌。
2003年米哈尔科夫90岁生日时，普京拜访了米哈尔科夫并授予他二级祖国功勋勋章勋章，以表彰他对俄罗斯文化的贡献。米哈尔科夫亦曾在苏联时期获得社会主义劳动英雄称号及列宁勋章。他还曾获得许多国外嘉奖，如捷克斯洛伐克社会主义共和国颁发的友谊勋章。
谢尔盖·米哈尔科夫于96岁时在莫斯科的医院去世，并被安葬在莫斯科的新圣女公墓。

## 外部連接
- 谢尔盖·米哈尔科夫在互联网电影资料库（IMDb）上的資料（英文）
- Профиль на animator.ru（页面存档备份，存于）
- Стихи Михалкова в Антологии русской поэзии
- Биография Михалкова
- Тексты гимнов Советского Союза и России, написанные Сергеем Михалковым（页面存档备份，存于）
- Молодой Сергей Михалков читает «Дядю Степу». Архивное видео（页面存档备份，存于）
- Фотографии с Сергеем Михалковым на портале «История России в фотографиях»